# 黑臉梅花雀
黑臉梅花雀（学名：Estrilda nigriloris），又名黑眼先梅花雀，是剛果民主共和國南部盧阿拉巴河及烏朋巴湖的梅花雀。主要以種子為食，色彩華麗的羽毛，有些種類雌雄鳥顏色不同，其中產於非洲的維達鳥類雄鳥常有極長的尾羽。估計牠們的分佈地少於2600平方公里。

## 棲息地
黑臉梅花雀一般生活在長有高草及叢林的草原，並以少群生活。大部份黑臉梅花雀可能都是生活在烏彭巴國家公園內，但分佈情況因受到保護而不明。

## 外部連結
- BirdLife Species Factsheet （页面存档备份，存于）